# 基卡普鎮區 (密蘇里州普拉特縣)
基卡普鎮區（英語：Kickapoo Township）是位於美國密蘇里州普拉特縣的一個行政鎮區。

## 地方資料
基卡普鎮區的面積為39.80平方千米，當中陸地面積為39.69平方千米，而水域面積為0.11平方千米。根據2020年美國人口普查的數據，當地共有人口5924人，而人口密度為每平方千米148.84人。